# ショーン・オマリー (格闘家)
ショーン・オマリー（Sean O'Malley、1994年10月24日 - ）は、アメリカ合衆国の男性総合格闘家。モンタナ州ヘレナ出身。MMAラボ所属。元UFC世界バンタム級王者。UFC世界バンタム級ランキング1位。

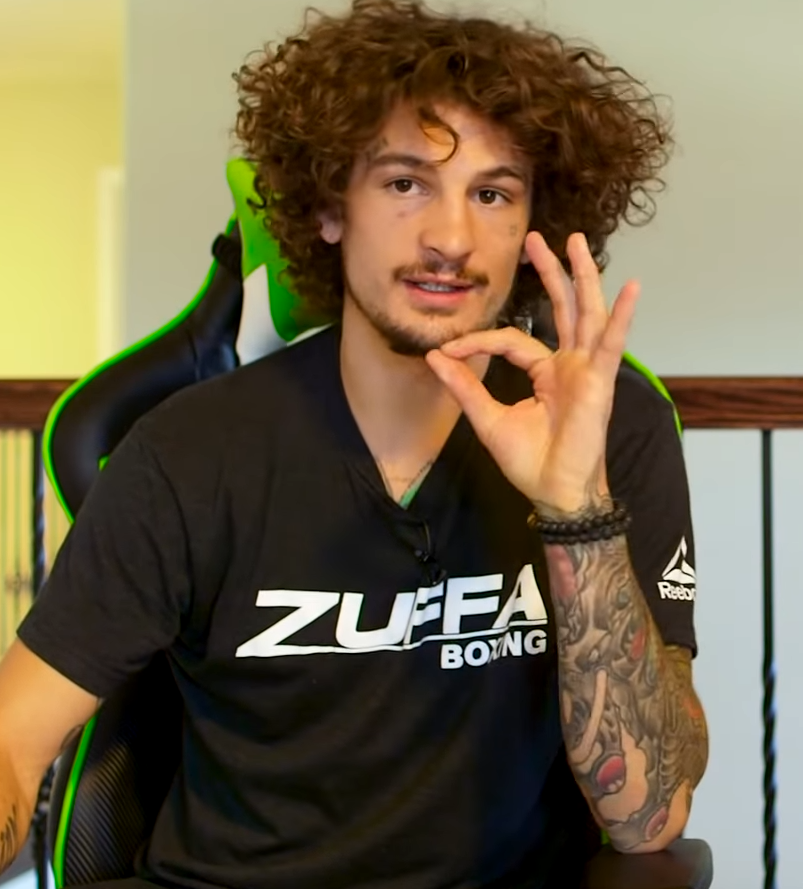
2018年

## 来歴
16歳の時にTeam Proven Groundsで総合格闘技を始めた。
2015年3月6日、20歳でプロ総合格闘技デビュー。
2017年7月18日、Dana White's Contender Series 2でアルフレッド・カシャキヤンと対戦し、右ストレートで1RKO勝ちを収め、UFCとの契約権を獲得した。

### UFC
2017年12月1日、UFC初出場となったThe Ultimate Fighter 26 Finaleでテリオン・ウェアと対戦し、3-0の判定勝ち。
2018年3月3日、UFC 222でアンドレ・スーカムタスと対戦。1Rと2Rを圧倒し、3R中盤に右足を負傷してピンチに陥ったものの、3-0の判定勝ち。ファイト・オブ・ザ・ナイトを受賞した。試合後は自力で立ち上がることができず、オクタゴン上に横になったまま判定結果を聞き、勝利者インタビューを受けた。

2019年4月23日、米国アンチ・ドーピング機関（USADA）が2018年9月5日と12月8日に実施した競技外の抜き打ち検査で、オマリーからオスタリンの陽性反応が検出されたが、USADAの調査でオマリーが使用していたサプリメントがオスタリンで汚染されていたことが判明し、意図的に使用した証拠がないことも認められたため、出場停止期間が短縮され6ヶ月間の出場停止処分を下された。また、オマリーはネバダ州アスレチック・コミッションからも6ヶ月間の出場停止処分を下された。
2020年1月9日、USADAが2019年8月6日と8月12日に実施した競技外の抜き打ち検査で再びオスタリンの陽性反応が検出されたが、前回の調査で認められた汚染サプリメントの摂取が原因と判断され、出場停止処分の期間が短縮され6ヶ月間の出場停止処分が下された。
2019年12月12日、ラスベガスで開催されたグラップリングイベント・QUINTET ULTRAに「TEAM UFC」のメンバーとして参戦。1回戦で「TEAM PRIDE」の五味隆典をギロチンチョークで下した後、ヘクター・ロンバードにアンクルロックで一本負け。決勝戦では「TEAM STRIKEFORCE」のギルバート・メレンデスと引き分け、チームの優勝に貢献した。
2020年3月7日、約2年ぶりの復帰戦となったUFC 248でホセ・キニョネスと対戦。1Rに右ハイキックでダウンを奪い、右アッパーで追撃しパウンドでTKO勝ち。パフォーマンス・オブ・ザ・ナイトを受賞した。
2020年6月6日、UFC 250でエディ・ワインランドと対戦し、右ストレートで1R失神KO勝ち。2試合連続のパフォーマンス・オブ・ザ・ナイトを受賞した。
2020年8月15日、UFC 252でマルロン・ヴェラと対戦。試合中に左脚を負傷し、1R終盤にグラウンドの肘打ちでTKO負け。キャリア13戦目で初黒星を喫した。試合後に腓骨神経を蹴られたことによる下垂足との診断を受けた。
2021年3月27日、UFC 260でトーマス・アルメイダと対戦。1Rから左フックでダウンを奪うと、3Rにカウンターの左ストレートでダウンを奪いパウンドで3RKO勝ち。パフォーマンス・オブ・ザ・ナイトを受賞した。
2021年7月10日、UFC 264でクリス・モウティーニョと対戦。プレッシャーをかけ前に出続けるモウティーニョにカウンターの打撃を当て続け、3Rにスタンドパンチ連打でTKO勝ち。ファイト・オブ・ザ・ナイトを受賞した。なお、この試合でUFCバンタム級新記録となる3Rマッチにおける最多有効打撃数「230発」を記録し、全体ではネイト・ディアスの238発に次ぐ歴代2位の記録となった。
2021年12月11日、UFC 269でハウリアン・パイバと対戦し、右フックでダウンを奪い追撃のスタンドパンチ連打で1RTKO勝ち。パフォーマンス・オブ・ザ・ナイトを受賞した。
2022年7月2日、UFC 276でバンタム級ランキング9位のペドロ・ムニョスと対戦。2Rにオマリーの偶発的なサミングにより、ムニョスは試合を続行することができずノーコンテストとなった。
2022年10月22日、UFC 280でバンタム級ランキング1位の元UFC世界バンタム級王者ピョートル・ヤンと対戦。お互いに打撃を効かせ合う激闘を繰り広げ、2-1の判定勝ち。ファイト・オブ・ザ・ナイトを受賞した。海外のMMAメディアサイトの採点では26人中25人の記者がヤンの勝利を支持したが、オマリーは試合全体の有効打数で84発-58発とヤンを上回り、ラウンド毎の有効打数でも、1R（23発-19発）、3R（40発-15発）と、2R（21発-24発）以外はオマリーがヤンを上回っている。

#### UFC世界王座獲得
2023年8月19日、UFC 292のUFC世界バンタム級タイトルマッチで王者アルジャメイン・スターリングに挑戦し、カウンターの右ストレートでダウンを奪いパウンドで2RTKO勝ち。王座獲得に成功し、パフォーマンス・オブ・ザ・ナイトを受賞した。試合後のインタビューでマルロン・ヴェラとの再戦をアピールした。
2024年3月9日、UFC 299のUFC世界バンタム級タイトルマッチでバンタム級ランキング5位の挑戦者マルロン・ヴェラと3年7カ月ぶりに再戦し、右膝蹴りを効かせるなどスタンドの攻防で終始圧倒し3-0（50-45、50-45、50-44）の5R判定勝ち。王座の初防衛に成功すると共にリベンジを果たし、パフォーマンス・オブ・ザ・ナイトを受賞した。なお、この試合でマックス・ホロウェイ対ブライアン・オルテガ、ジャマール・ヒル対グローバー・テイシェイラに次いで歴代3位となるUFCのタイトルマッチにおける有効打撃数「230発」を記録した。

#### 世界王座陥落
2024年9月14日、UFC 306のUFC世界バンタム級タイトルマッチでバンタム級ランキング1位の挑戦者メラブ・ドバリシビリと対戦。スタンドでドバリシビリを捕えきれず、テイクダウンを奪われ続けグラウンドで終始劣勢となり0-3の5R判定負け。王座から陥落した。
2025年6月7日、UFC 316のUFC世界バンタム級タイトルマッチで王者メラブ・ドバリシビリに挑戦し、ノースサウスチョークで3R一本負け。王座奪還に失敗した。

## 人物・エピソード
- ニックネームの「シュガー」は、MMAのコーチがオマリーのことを「スウィート（華麗な、素晴らしい）だ」と称賛したことに由来する[26]。
- 額の生え際付近に「breathe」（呼吸）の単語を反転させたタトゥーを入れており、これは「鏡を見る時に、常にリラックスすることを思い出すようにするため」という意味がある。また、右脇腹にはモハメド・アリの名言「蝶のように舞い、蜂のように刺す」のタトゥーを入れている[27][28]。
- UFC 250のエディ・ワインランド戦から、髪を奇抜な色に染めて試合を行なっており、UFC 252では対戦相手マルロン・ヴェラの母国エクアドルの国旗をモチーフにした髪色で試合を行った[29][30]。
- 自身のヘッドコーチで友人でもあるティム・ウェルチと共にポッドキャスト「ザ・ティンボ・シュガーショー」（The Timbo Sugarshow）の共同ホストを務めている[31]。
- ガールフレンドとの間に娘がいる。
- ラッパーの6ix9ineと親交があり、右肩上部に「69」とタトゥーを入れている。また、UFC 269のハウリアン・パイバ戦では6ix9ineの未発表曲『GINÉ』を入場曲として使用した[32]。

## 戦績

### 総合格闘技
| 総合格闘技 戦績 | 総合格闘技 戦績 | 総合格闘技 戦績 | 総合格闘技 戦績 | 総合格闘技 戦績 | 総合格闘技 戦績 | 総合格闘技 戦績 |
| --------------- | --------------- | --------------- | --------------- | --------------- | --------------- | --------------- |
| 22 試合         | (T)KO           | 一本            | 判定            | その他          | 引き分け        | 無効試合        |
| 18 勝           | 12              | 1               | 5               | 0               | 0               | 1               |
| 3 敗            | 1               | 1               | 1               | 0               | 0               | 1               |

| 勝敗 | 対戦相手                     | 試合結果                                   | 大会名                                                                  | 開催年月日     |
| ×    | メラブ・ドバリシビリ         | 3R 4:42 ノースサウスチョーク               | UFC 316: O'Malley vs. Dvalishvili 2 【UFC世界バンタム級タイトルマッチ】 | 2025年6月7日   |
| ×    | メラブ・ドバリシビリ         | 5分5R終了 判定0-3                          | UFC 306: O'Malley vs. Dvalishvili 【UFC世界バンタム級タイトルマッチ】   | 2024年9月14日  |
| ○    | マルロン・ヴェラ             | 5分5R終了 判定3-0                          | UFC 299: O'Malley vs. Vera 2 【UFC世界バンタム級タイトルマッチ】        | 2024年3月9日   |
| ○    | アルジャメイン・スターリング | 2R 0:51 TKO（右ストレート→パウンド）       | UFC 292: Sterling vs. O'Malley 【UFC世界バンタム級タイトルマッチ】      | 2023年8月19日  |
| ○    | ピョートル・ヤン             | 5分3R終了 判定2-1                          | UFC 280: Oliveira vs. Makhachev                                         | 2022年10月22日 |
| －   | ペドロ・ムニョス             | 2R 3:09 ノーコンテスト（偶発的なサミング） | UFC 276: Adesanya vs. Cannonier                                         | 2022年7月2日   |
| ○    | ハウリアン・パイバ           | 1R 4:42 TKO（スタンドパンチ連打）          | UFC 269: Oliveira vs. Poirier                                           | 2021年12月11日 |
| ○    | クリス・モウティーニョ       | 3R 4:33 TKO（スタンドパンチ連打）          | UFC 264: Poirier vs. McGregor 3                                         | 2021年7月10日  |
| ○    | トーマス・アルメイダ         | 3R 3:52 KO（左ストレート→パウンド）        | UFC 260: Miocic vs. Ngannou 2                                           | 2021年3月27日  |
| ×    | マルロン・ヴェラ             | 1R 4:40 TKO（グラウンドでの肘打ち）        | UFC 252: Miocic vs. Cormier 3                                           | 2020年8月15日  |
| ○    | エディ・ワインランド         | 1R 1:54 KO（右ストレート）                 | UFC 250: Nunes vs. Spencer                                              | 2020年6月6日   |
| ○    | ホセ・キニョネス             | 1R 2:02 TKO（右アッパー→パウンド）         | UFC 248: Adesanya vs. Romero                                            | 2020年3月7日   |
| ○    | アンドレ・スーカムタス       | 5分3R終了 判定3-0                          | UFC 222: Cyborg vs. Kunitskaya                                          | 2018年3月3日   |
| ○    | テリオン・ウェア             | 5分3R終了 判定3-0                          | The Ultimate Fighter 26 Finale                                          | 2017年12月1日  |
| ○    | アルフレッド・カシャキヤン   | 1R 4:14 KO（右ストレート）                 | Dana White's Contender Series 2                                         | 2017年7月18日  |
| ○    | デイヴィッド・ヌッツォ       | 1R 2:15 KO（右後ろ回し蹴り）               | LFA 11                                                                  | 2017年5月5日   |
| ○    | アーヴィン・ヴェロス         | 1R 2:34 KO（パンチ）                       | Beatdown 20                                                             | 2017年3月18日  |
| ○    | タイセン・リン               | 2R 2:57 KO（右ハイキック）                 | Intense Championship Fighting 26                                        | 2016年10月21日 |
| ○    | マーク・コアテス             | 5分3R終了 判定3-0                          | Intense Championship Fighting 23                                        | 2015年11月7日  |
| ○    | オマール・アヴェラー         | 1R 2:55 リアネイキドチョーク               | Intense Championship Fighting 20                                        | 2015年8月21日  |
| ○    | シェーン・サージェント       | 1R 2:03 KO（パンチ）                       | Intense Championship Fighting 19                                        | 2015年7月3日   |
| ○    | ジョシュ・レイエス           | 1R 1:33 TKO（パンチ連打）                  | Intense Championship Fighting 17                                        | 2015年3月6日   |

### ボクシング
| プロボクシング 戦績 | プロボクシング 戦績 | プロボクシング 戦績 | プロボクシング 戦績 | プロボクシング 戦績 | プロボクシング 戦績 | プロボクシング 戦績 |
| ------------------- | ------------------- | ------------------- | ------------------- | ------------------- | ------------------- | ------------------- |
| 1 試合              | (T)KO               | 判定                | その他              | 引き分け            | 無効試合            |                     |
| 1 勝                | 1                   | 0                   | 0                   | 0                   | 0                   |                     |
| 0 敗                | 0                   | 0                   | 0                   | 0                   | 0                   |                     |

| 戦           | 日付          | 勝敗 | 時間    | 内容 | 対戦相手             | 国籍           | 備考 |
| ------------ | ------------- | ---- | ------- | ---- | -------------------- | -------------- | ---- |
| 1            | 2016年7月16日 | ☆    | 1R 2:59 | TKO  | デビッド・コートニー | アメリカ合衆国 |      |
| テンプレート |               |      |         |      |                      |                |      |

### グラップリング
| 勝敗 | 対戦相手 | 試合結果                 | 大会名        | 開催年月日     |
| ○    | 五味隆典 | 1R 2:47 ギロチンチョーク | Quintet Ultra | 2019年12月12日 |

## 獲得タイトル
- 第10代UFC世界バンタム級王座（2023年）

## 表彰
- UFC ファイト・オブ・ザ・ナイト（3回）
- UFC パフォーマンス・オブ・ザ・ナイト（6回）